# Opsiphanes tamarindi
Opsiphanes tamarindi is een vlinder uit de familie Nymphalidae. De wetenschappelijke naam van de soort is voor het eerst geldig gepubliceerd in 1861 door Felder.

## Kenmerken
De spanwijdte bedraagt ongeveer 10 cm.

## Leefwijze
Beide geslachten drinken de sappen van rottende bananen en mango's, maar ook van mest.

## Verspreiding en leefgebied
Deze vlindersoort komt voor in de bossen van Mexico tot het Amazonegebied op berghellingen tot een hoogte van 1200 meter.

## De rups en zijn waardplanten
De waardplanten zijn musa en heliconia uit de familie Musaceae. De rupsen worden vaak het slachtoffer van sluipwespen en -vliegen.